# Аруна
Аруна́ (санскр. अरुण, IAST: aruṇa, букв. «красноватый») — в индийской мифологии божество рассвета, наследовавшее эту функцию от богини Ушас.
Аруна считался колесничим бога солнца Сурьи, находящимся на востоке, или просто «предвестником солнца». Он был поставлен на это место самим Брахмой, чтобы защищать мир от невыносимой жары. Вместе с братом Гарудой причислялся к Адитьям. Больше всего герой известен из эпоса и пуран. Матерью Аруны выступали Вината, Кадру и Дану (в пуранах). Отец был неизменным — риши Кашьяпа.
С рождением самого Аруны связано две легенды. Согласно первой из них, мать Аруны Вината сумела забеременеть только после аскетических подвигов мудрецов валакхильев и благословения своего мужа Кашьяпы, который сообщил ей, что у них будет два сына. Так родились «недоразвитый телом» Аруна и его младший брат Гаруда. Вторая легенда объясняет как раз причину недоразвитости персонажа. Кашьяпа, женившись на Кадру и Винате, был так восхищён их усердием, что дал жёнам за это по награде. Наградой Кадру были 1000 сыновей-нагов, а Винате только два сына, но гораздо сильнее и могущественнее потомков Кадру. Так прошло время, и Кадру родила тысячу яиц, а Вината — два. Через 500 лет из яиц Кадру вылупилась тысяча сынов-нагов, а Вината всё была бездетной. Опечаленная этим, она сама открыла одно из своих яиц, не дав тем самым развиться до конца своему сыну, который стал известен как Аруна. Тот, разозлившись, проклял мать на рабство, и та впоследствии стала рабыней Кадру.
У самого Аруны и его жены Швени было два сына — Сампати и Джатаю.
В современном языке хинди имя Аруны используется для обозначения планеты Уран.